# Pikule (województwo lubelskie)
Pikule – wieś sołecka w Polsce położona w województwie lubelskim, w powiecie janowskim, w gminie Janów Lubelski. 

## Krótki opis
W latach 1975–1998 miejscowość położona była w województwie tarnobrzeskim. Według Narodowego Spisu Powszechnego (III 2011 r.) liczyła 30 mieszkańców i była najmniejszą miejscowością gminy Janów Lubelski.

Znajduje się tu pomnik poświęcony pomordowanym wzniesiony w 1967 r. W pobliżu wsi w lesie znajduje się stanowisko archeologiczne w miejscu cmentarzyska z I wieku p.n.e. Są to najstarsze ślady pozostawione przez człowieka w Lasach Janowskich. 

## Historia
Już w 1652 roku istniał tutaj młyn należący do proboszcza bialskiego. Prowadziła go rodzina Pikulów. W II połowie XVIII wieku rozwinęła się wokół młyna osada rolnicza. Chłopi zostali osadzeni na działkach czynszowych wnosząc opłaty proboszczowi bialskiemu, który był właścicielem wsi. W I połowie XIX wieku na miejscu młyna zbudowano folusz, był też staw rybny i karczma. W roku 1882 wieś liczyła 12 domów 85 mieszkańców na 183 morgach gruntu. W 1914 roku wskutek walk frontowych spłonęła cała wieś. W 1921 roku Pikule liczyły 14 domów i 84 mieszkańców.
W październiku 1942 roku partyzanci z Chłopskiej Organizacji Wolności „Racławice” stoczyli walkę z Niemcami. W odwecie okupanci dokonali okrutnej pacyfikacji Pikul. Rozstrzelano 51 osób i spalono 13 zabudowań. W 1967 roku ku czci ofiar wzniesiono pomnik. W lipcu 1943 roku oddział GL "Szymona" współdziałając z plutonem GL Franciszka Bielaka dokonał udanej akcji odbicia konwoju ok. 70 więźniów zmierzającego do Janowa. W 1990 roku w okolicach wsi dokonano odkrycia ciałopalnego cmentarzyska z okresu kultury przeworskiej.